# Florida Central
Florida Central es una es una región estadounidense de Florida. Ubicada cerca del centro geográfico de la península que constituye el estado de la Florida. Es una de las tres regiones "direccionales" de Florida más comúnmente referidas, las otras son Florida del Norte y Florida del Sur. Por lo general se refiere al área circundante a la zona metropolitana de Orlando, aunque también se le use para denominar hasta la costa de Tampa. Normalmente se le caracteriza como la región comprendida por siete condados: Orange, Osceola, Seminole, Lake, Volusia, Brevard y Polk.